# Ятрохимия
Ятрохимията или хемиятрията е направление в науката, съществувало през 16 и 17 век, което се стреми да постави алхимията в услуга на медицината. Създател на ятрохимията е Теофраст Парацелз. Според ятрохимиците и човешкият организъм е изграден от трите начала — сяра, живак и сол. Те схващали болестите като нарушение на съответните им отношения. Задача за алхимията според тях трябвало да бъде приготвянето на лекарства, възстановяващи отношенията на тези три начала. Заслуга на ятрохимията е откриването на нови съединения на живака, антимона, среброто, желязото, медта и въвеждането на много от тях в медицинската практика.